# Мищенко, Иван Васильевич (1922—1987)
Иван Васильевич Мищенко (1922—1987) — капитан Советской Армии, участник Великой Отечественной войны, Герой Советского Союза (1943).

## Биография
Иван Мищенко родился 5 мая 1922 года в селе Соколово (ныне — Змиёвский район Харьковской области Украины). После окончания семи классов школы работал трактористом. В 1941 году Мищенко был призван на службу в Рабоче-крестьянскую Красную Армию. С августа 1942 года — на фронтах Великой Отечественной войны. В 1943 году Мищенко окончил курсы младших лейтенантов.
К сентябрю 1943 года гвардии лейтенант Иван Мищенко командовал миномётным взводом 207-го гвардейского стрелкового полка 70-й гвардейской стрелковой дивизии 13-й армии Центрального фронта. Отличился во время форсирования Припяти. В конце сентября 1943 года он первым переправился через реку и провёл разведку немецкой обороны, после чего принял активное участие в боях за захват и удержание плацдарма.
Указом Президиума Верховного Совета СССР от 16 октября 1943 года за «образцовое выполнение боевых заданий командования на фронте борьбы с немецкими захватчиками и проявленные при этом мужество и героизм» гвардии лейтенант Иван Мищенко был удостоен высокого звания Героя Советского Союза с вручением ордена Ленина и медали «Золотая Звезда» за номером 1811.
После окончания войны Мищенко продолжил службу в Советской Армии. В 1957 году в звании капитана он был уволен в запас. Проживал и работал в Ивано-Франковске. Умер 30 марта 1987 года.
Был также награждён орденом Отечественной войны 1-й степени и четырьмя орденами Красной Звезды, рядом медалей.
Бюст Мищенко установлен в Соколово.